# Evaza varia
Evaza varia är en tvåvingeart som beskrevs av James 1969. Evaza varia ingår i släktet Evaza och familjen vapenflugor. Inga underarter finns listade i Catalogue of Life.